# ウィーンフィル・ニューイヤーコンサート1989
ウィーンフィル・ニューイヤーコンサート1989（ドイツ語: Neujahrskonzert der Wiener Philharmoniker 1989）は、ウィーン・フィルハーモニー管弦楽団による1989年のニューイヤーコンサート。指揮者はカルロス・クライバーが務めた（初登場）。

## エピソード
指揮するにあたってクライバーは、プログラムの企画のためにヨハン・シュトラウス協会の会長フランツ・マイラーと意見を交わした。マイラーによると、クライバーほど入念に準備する指揮者をそれまで見たことがなかったという。
1988年12月29日に始まったゲネプロについて、『クーリエ』紙はこう報じた。
| 「 | 入場券を求める激しい風が吹きまくったかと思うと、あっという間に消えてしまった。（中略）クライバーは本当に指揮するのかという、おきまりの疑い深い質問など、この際すべき筋合いのものではない。彼はするのだ。 | 」 |

コンサート当日の早朝7時、神経過敏のあまりクライバーは青ざめてウィーン楽友協会の周りを数百回も駆け回ったという。ウィーン国立歌劇場音楽監督クラウス・ヘルムート・ドレーゼは、クライバーを「ウィンナ・ワルツの新しい帝王」と評した。ソニー・クラシカルは、50万マルクという記録的な高値に釣り上げたうえでCDの販売権を獲得した。バランスを取ろうとしたクライバーは、ビデオの発売権はドイツ・グラモフォンに譲渡した。ドイツ・グラモフォンの社長経験者は、この時のCDの契約についてこう語っている。
| 「 | ソニーは高すぎる金額を提示した。我々は思った、『たかがダンス音楽に？だったらベートーヴェンの作品のCDを一枚出すのにどんな額になる？』。 | 」 |

## 演奏曲目

### 第1部
- 『加速度円舞曲』（ヨハン・シュトラウス2世）
- 『田園のポルカ（イタリア語版）』（ヨハン・シュトラウス2世）
- ワルツ『わが家で』（ヨハン・シュトラウス2世）
- ポルカ・マズルカ『とんぼ』（ヨーゼフ・シュトラウス）
- オペレッタ『こうもり』序曲（ヨハン・シュトラウス2世）

### 第2部
- ワルツ『芸術家の生活』（ヨハン・シュトラウス2世）
- ポルカ『水車』（ヨーゼフ・シュトラウス）
- ポルカ・シュネル『ハンガリー万歳!』（ヨハン・シュトラウス2世）
- ポルカ『クラップフェンの森で』（ヨハン・シュトラウス2世）
- ワルツ『春の声』（ヨハン・シュトラウス2世）
- 『ピツィカート・ポルカ』（ヨハン・シュトラウス2世&ヨーゼフ・シュトラウス）
- 『騎士パズマンのチャールダーシュ』（ヨハン・シュトラウス2世）
- ポルカ・シュネル『おしゃべりなかわいい口』（ヨーゼフ・シュトラウス）

### アンコール
- ポルカ『騎手』（ヨーゼフ・シュトラウス）
- ワルツ『美しく青きドナウ』（ヨハン・シュトラウス2世）
- 『ラデツキー行進曲』（ヨハン・シュトラウス1世）